# Un coniglio cresce a Manhattan
Un coniglio cresce a Manhattan  (A Hare Grows in Manhattan) è un film del 1947 diretto da Friz Freleng. È un cortometraggio d'animazione della serie Merrie Melodies, uscito negli Stati Uniti il 22 marzo 1947.

## Trama
La giornalista di gossip di Hollywood Lola Beverly intervista Bugs Bunny, che fa un racconto romanzato della sua giovinezza.
Bugs nasce nel Lower East Side di Manhattan. Una volta cresciuto, mentre canta e balla il tip tap per le strade della Grande Mela, Bugs incontra una gang di cani randagi, guidata da un ottuso bulldog. I cani tentano di aggredirlo, ma Bugs riesce a liberarsene e a fuggire, venendo però inseguito dal bulldog. L'inseguimento si svolge tra riconoscibili punti di riferimento di New York, tra cui l'Automat e lo Stork Club (frequentato da sole cicogne), finché Bugs non fa cadere da un grattacielo il bulldog. Il coniglio ritorna a ballare il tip tap e a cantare, e all'improvviso si ritrova in un vicolo cieco accanto a un'edicola. La gang di cani riappare e lo mette all'angolo, e Bugs afferra un libro con cui minaccia di colpirli. Vedendo il titolo del libro, i cani corrono via e attraversano il ponte di Brooklyn. Bugs, perplesso, guarda il libro e vede che è il romanzo Un albero cresce a Brooklyn, così si allontana verso i grattacieli della città leggendolo.

## Distribuzione

### Edizione italiana
La prima edizione italiana del film fu distribuita direttamente in VHS nel 1989, con un doppiaggio eseguito a Milano. Nel 1996 fu ridoppiato per la trasmissione televisiva dalla Angriservices Edizioni, sotto la direzione di Renzo Stacchi su dialoghi di Manuela Marianetti. Non essendo stata registrata una colonna internazionale, in entrambi i casi fu sostituita la musica presente durante i dialoghi.

### Edizioni home video

#### VHS
America del Nord
- Starring Bugs Bunny! (1988)
- Bugs Bunny: Hollywood Legend (1990)
- The Golden Age of Looney Tunes Volume 7: Bugs Bunny by Each Director (1992)

Italia
- Bunny il coniglio: I Love NY (settembre 1989)

#### Laserdisc
- Bugs Bunny Classics (1990)
- The Golden Age of Looney Tunes (11 dicembre 1991)

#### DVD e Blu-ray Disc
Il corto fu pubblicato in DVD-Video in America del Nord nel primo disco della raccolta Looney Tunes Golden Collection: Volume 3 (intitolato Bugs Bunny Classics) distribuita il 25 ottobre 2005. In Italia fu invece inserito nel DVD Bugs Bunny: Volume 3 della collana Looney Tunes Collection, uscito il 18 maggio 2006. Fu infine incluso nel primo disco della raccolta Looney Tunes Platinum Collection: Volume Three, uscita in America del Nord in Blu-ray Disc il 12 agosto 2014 e in DVD il 4 novembre.